# Guéshé

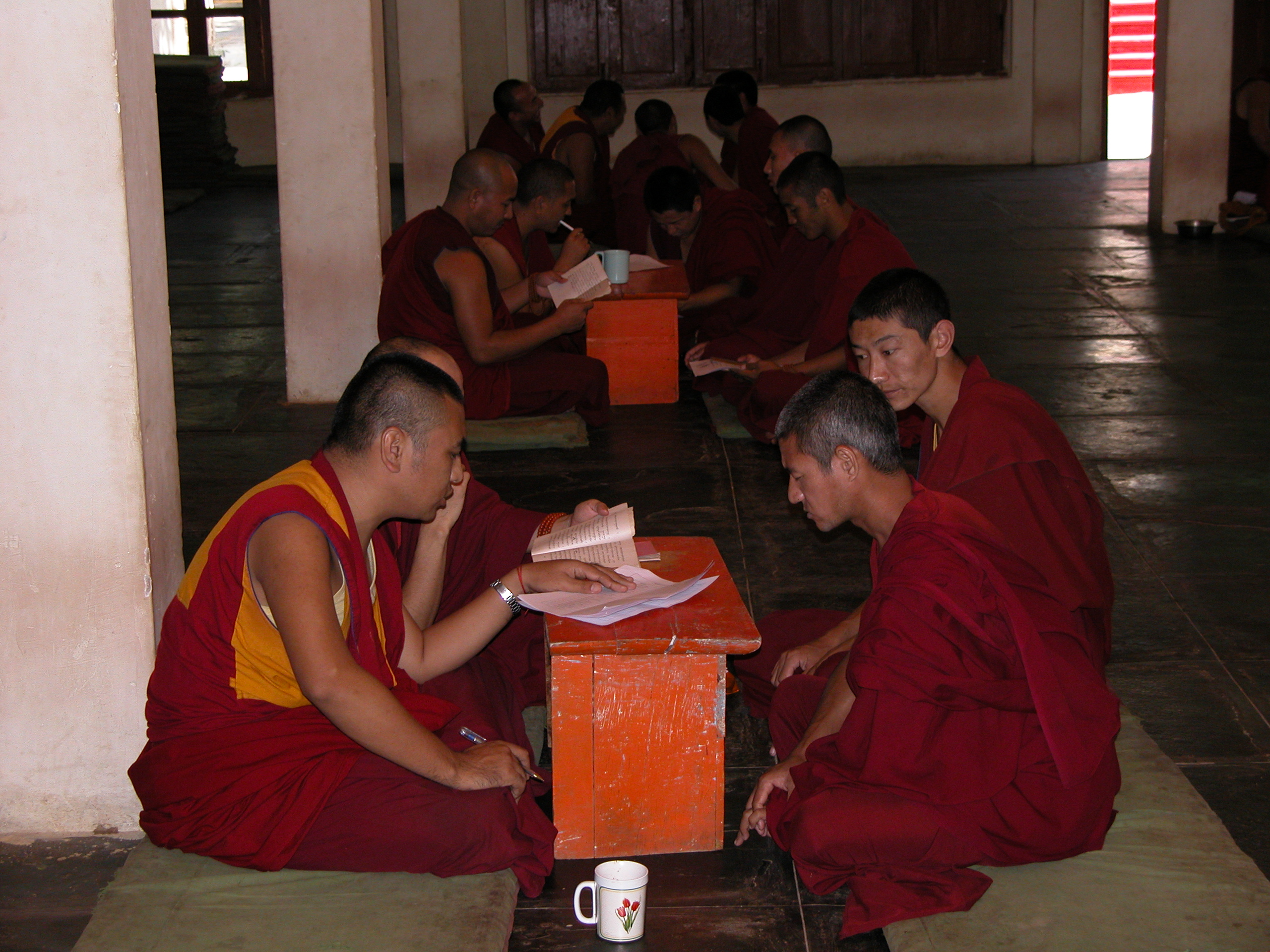
Moines bouddhistes au monastère de Drepung Loseling à Mundgod, Karnataka, Inde, étudiant pour l'examen de guéshé sous la direction d'un guéshé.

Le guéshé (en tibétain : དགེ་བཤེས, Wylie : dgé.bshés) est un diplôme délivré à des moines bouddhistes de la tradition du bouddhisme tibétain. Le guéshé est reconnu principalement par la lignée Gelug, mais il est aussi décerné dans les traditions Sakya et Bön,.

## Graphie et étymologie
Le tibétain : དགེ་བཤེས, Wylie : dgé.bshés est un diminutif de dge-ba'i bshes-gnyen, en français « ami vertueux » (traduction du sanskrit kalyāņamitra).

## Cursus
Le cursus de guéshé des études exotériques du Bouddhisme est formé d'une liste de 6 sujets : 
1. Les thèmes regroupés ((bo) translittération Wylie: bsdus-gra) qui servent d'études préliminaires au cursus proprement dit.
2. Abhidharma (La Connaissance, (bo) translittération Wylie: mdzod)
3. Prajnaparamita (La Perfection de la sagesse, (bo) translittération Wylie: phar-phyin)
4. Madhyamaka (La Voie du milieu,(bo) translittération Wylie: dbu-ma)
5. Pramana (La Dialectique,(bo) translittération Wylie: tshad-ma)
6. Vinaya (La Discipline, (bo) translittération Wylie: 'dul-ba)